# Ardisia blatteri
Ardisia blatteri é uma espécie de planta da família Myrsinaceae. É endêmica da Índia.